# Entoloma clypeatum
Entoloma clypeatum (Carl Linné, 1753 ex Paul Kummer (1871), sin. Rhodophyllus clypeatus (Carl Linné, 1753 ex Lucien Quélet, 1886), denumit în popor scutul pieptănușului sau bureți de prun, este una din puținele ciuperci comestibile din încrengătura Basidiomycota,  în familia Entolomataceae și de genul Entoloma. Buretele coabitează, fiind un simbiont micoriza (formează micorize pe rădăcinile arborilor), dar hifele fungide pătrund, spre deosebire de alte ciuperci cu acest caracter, în celulele rădăcinilor fine și le distrug în mare măsură. Bureții se pot găsi în România, Basarabia și Bucovina de Nord, crescând în grupuri precum cercuri mari în terenuri ierboase, sub pomi fructiferi și arbuști din familia Rosaceae (cireș, gutui, măr, merișor de miere, păr, prun păducel, porumbar), dar niciodată în păduri, de la câmpie la munte, primăvara, din aprilie până în iunie (iulie).

## Descriere

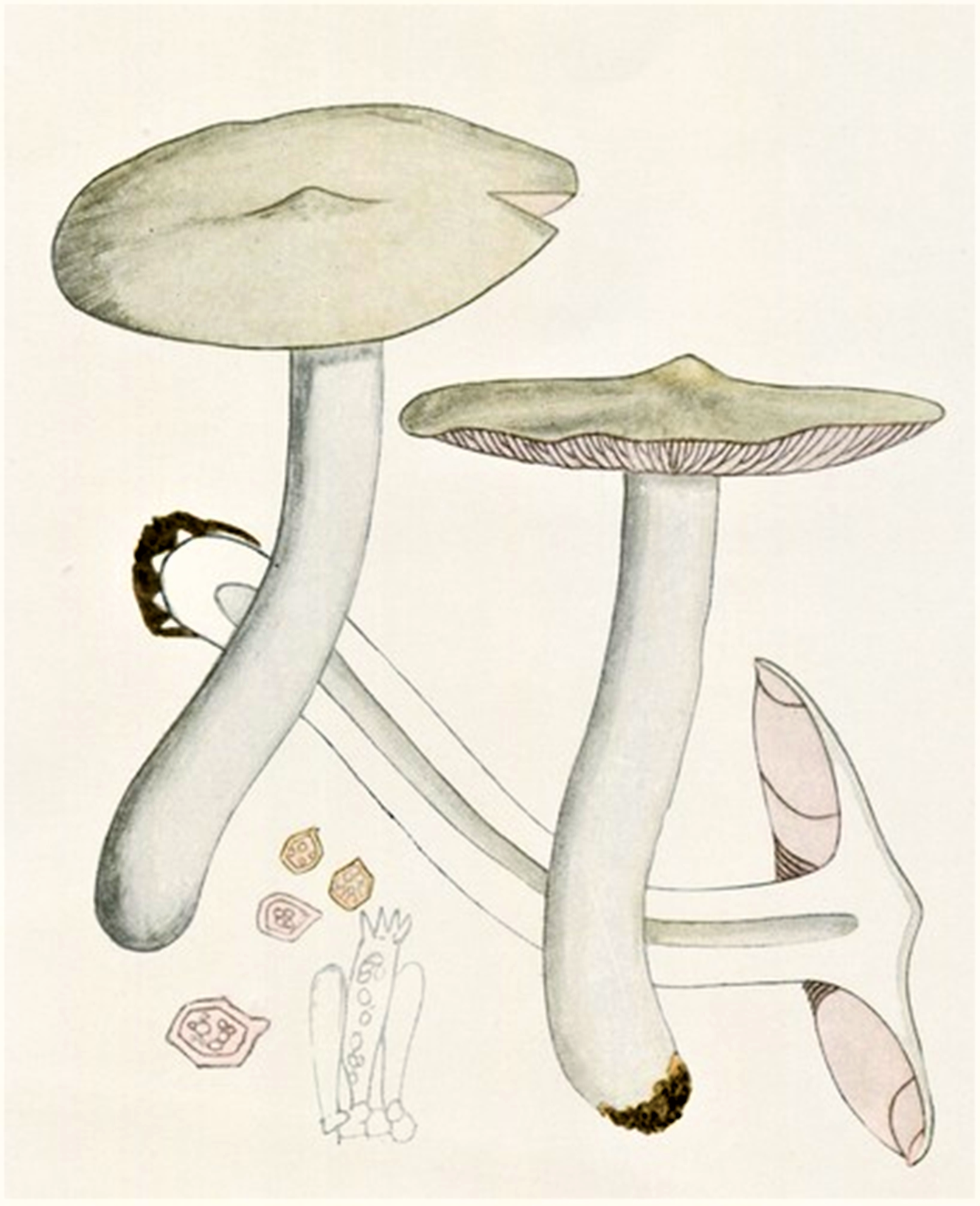
Bres.: E. clypeatum

Ordinul Agaricales este de diversificare foarte veche (între 178 și 139 milioane de ani), începând din timpul perioadei geologice în Jurasic în diferență de exemplu cu genul Boletus (între 44 și 34 milioane de ani).
- Pălăria: are un diametru de 6-12 cm, este fragedă și cărnoasă, mai întâi semisferică, devenind apoi convexă și în final plată, cu marginea ondulată și sinuoasă și cu un gurgui pronunțat în mijloc. Cuticula arată fibre radiale, este netedă, mătăsoasă, cu un colorit tare variabil, de la nuanțe albicioase, gri, peste gri-gălbui la gri-maroniu, ceva mai deschis spre margine, iar la umezeală clar mai închis, brun-cenușiu.
- Lamelele: sunt relativ rare, sinuoase și late, cu lameluțe intercalate, fiind inițial albe până gri-albiciose, apoi, de un roz-murdar datorită culorii pulberii sporilor.
- Piciorul: are o înălțime de 6-10 (15) cm și o grosime de 1-1,5 (2) cm, este, cilindric, fibros, deseori îndoit și curbat, în tinerețe plin și la bătrânețe gol, fiind superficial semilucios, longitudinal-striat cu dungi albicioase care îngălbenesc slab la atingere. El nu are inel.
- Carnea: este albă și relativ fermă, tare și fibroasă. Ciuperca este de gust plăcut cu un miros clar de faină proaspătă cu nuanțe de castravete.
- Caracteristici microscopice: are spori cu o mărime de 8–11 × 7–10 microni, sunt colțuros-ovoidali, aproape hexagonali și de culoarea unui roz murdar.[3][4]

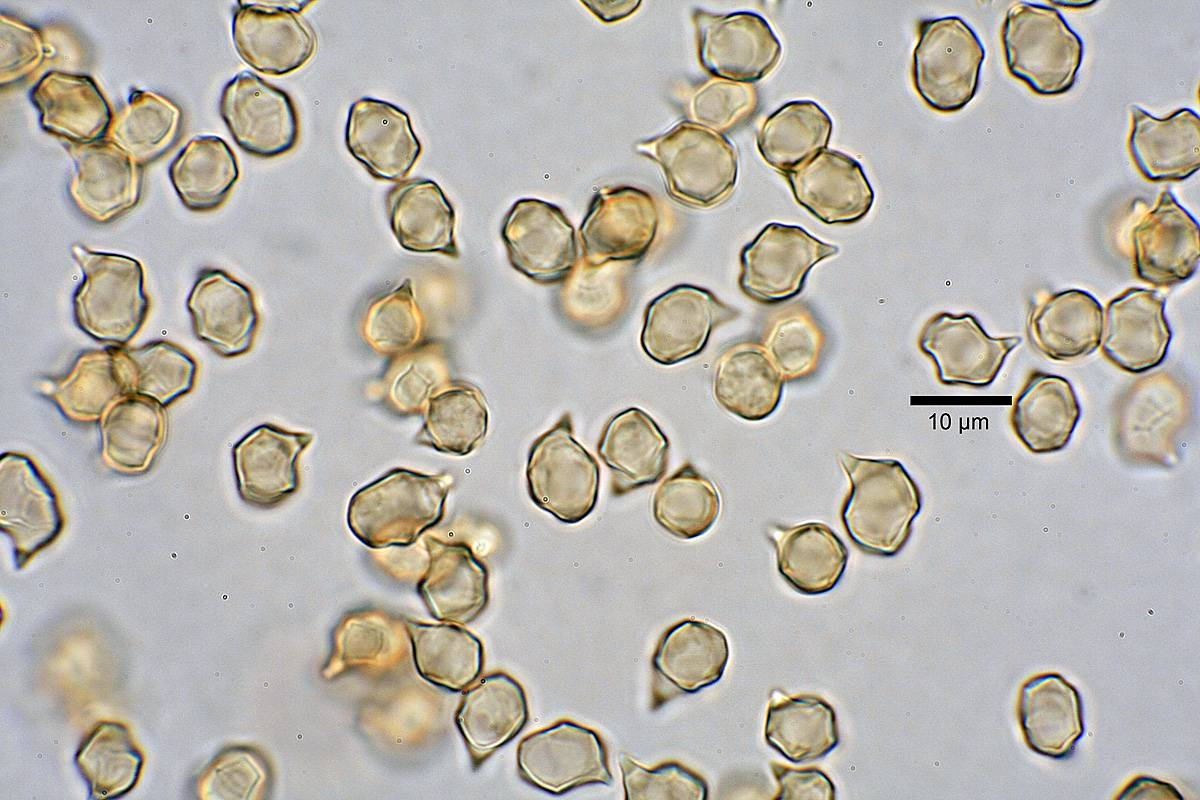
E. clypeatum, spori
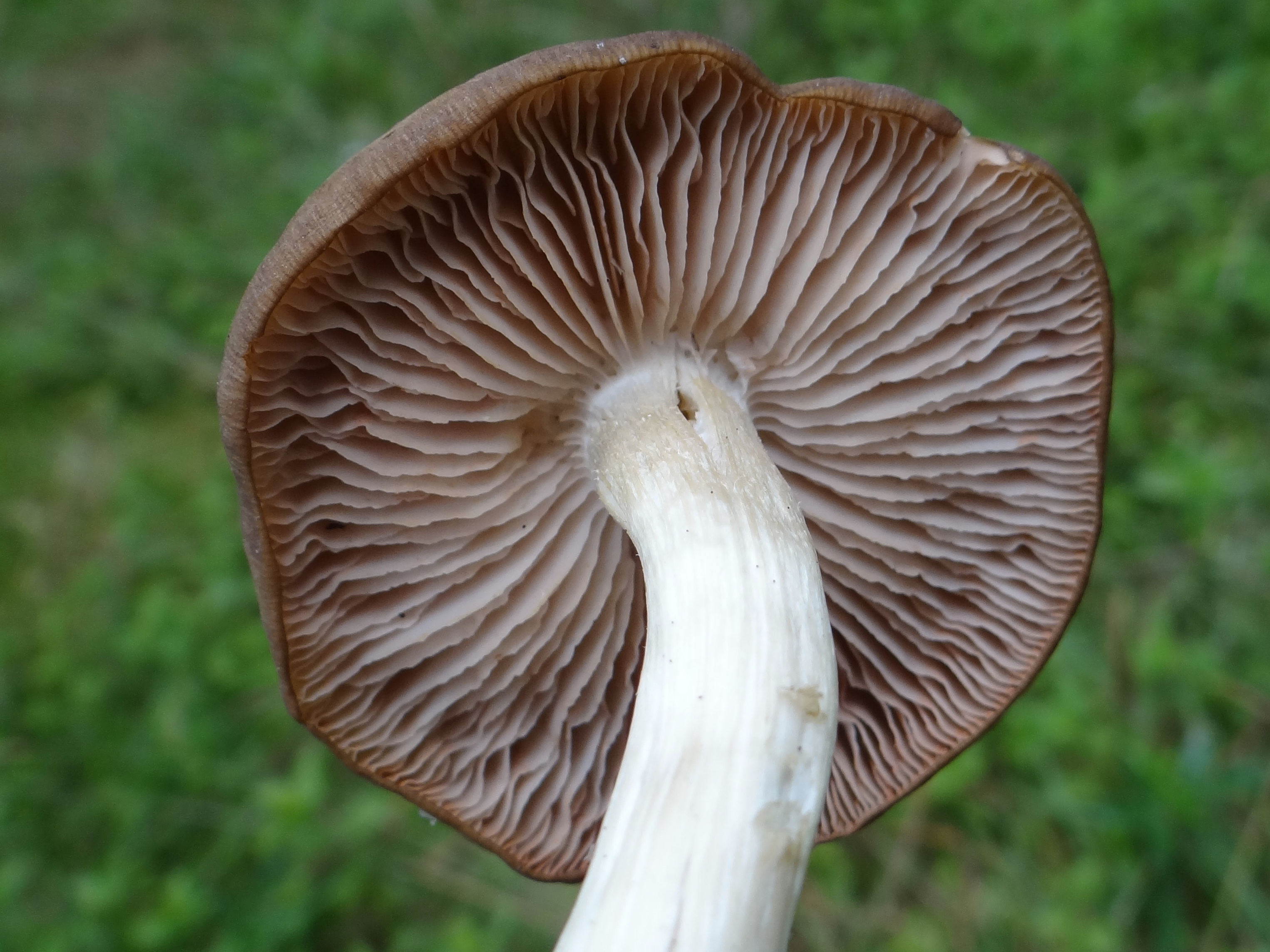
E. clypeatum, lamele
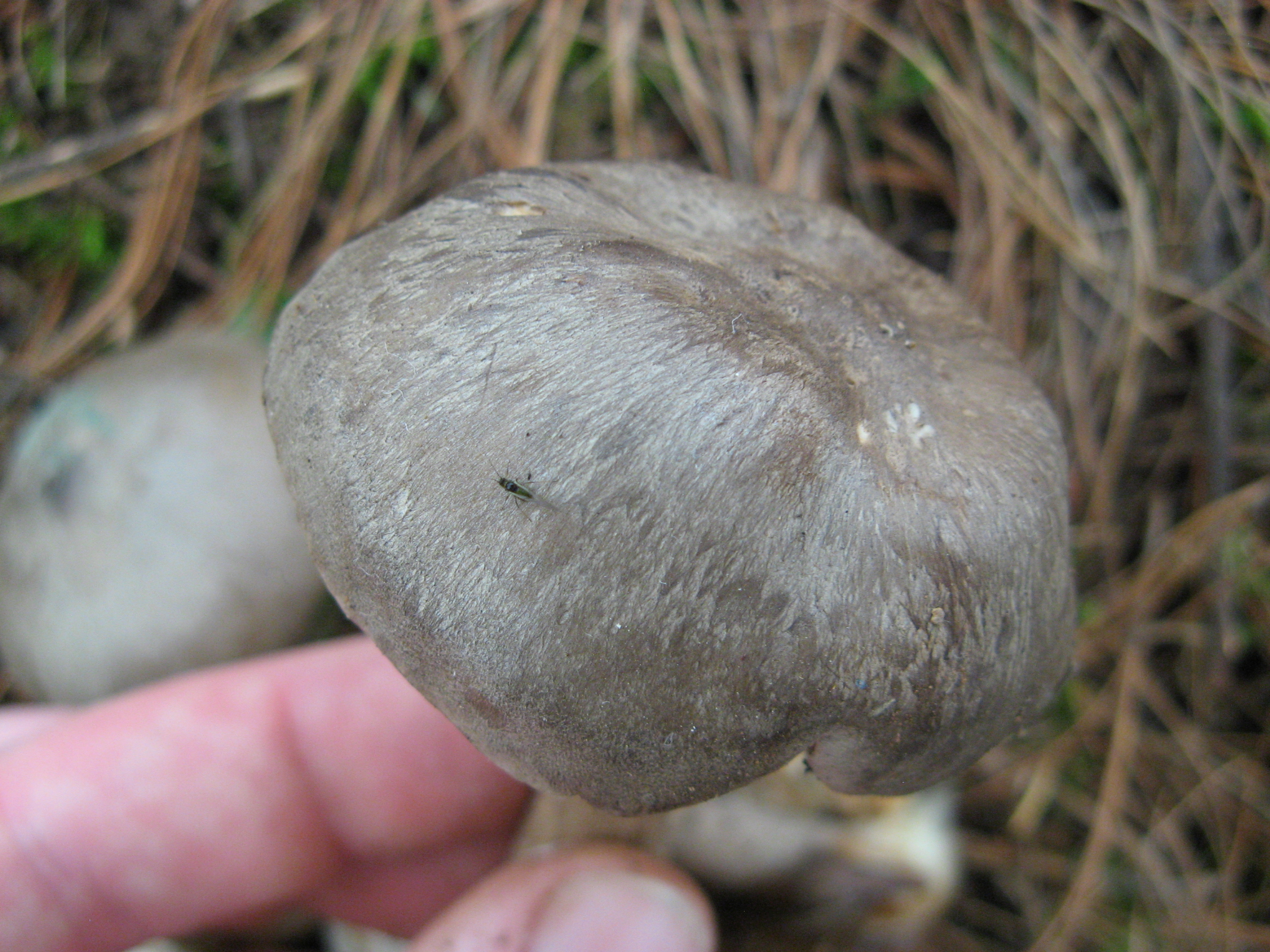
E. clypeatum tânăr
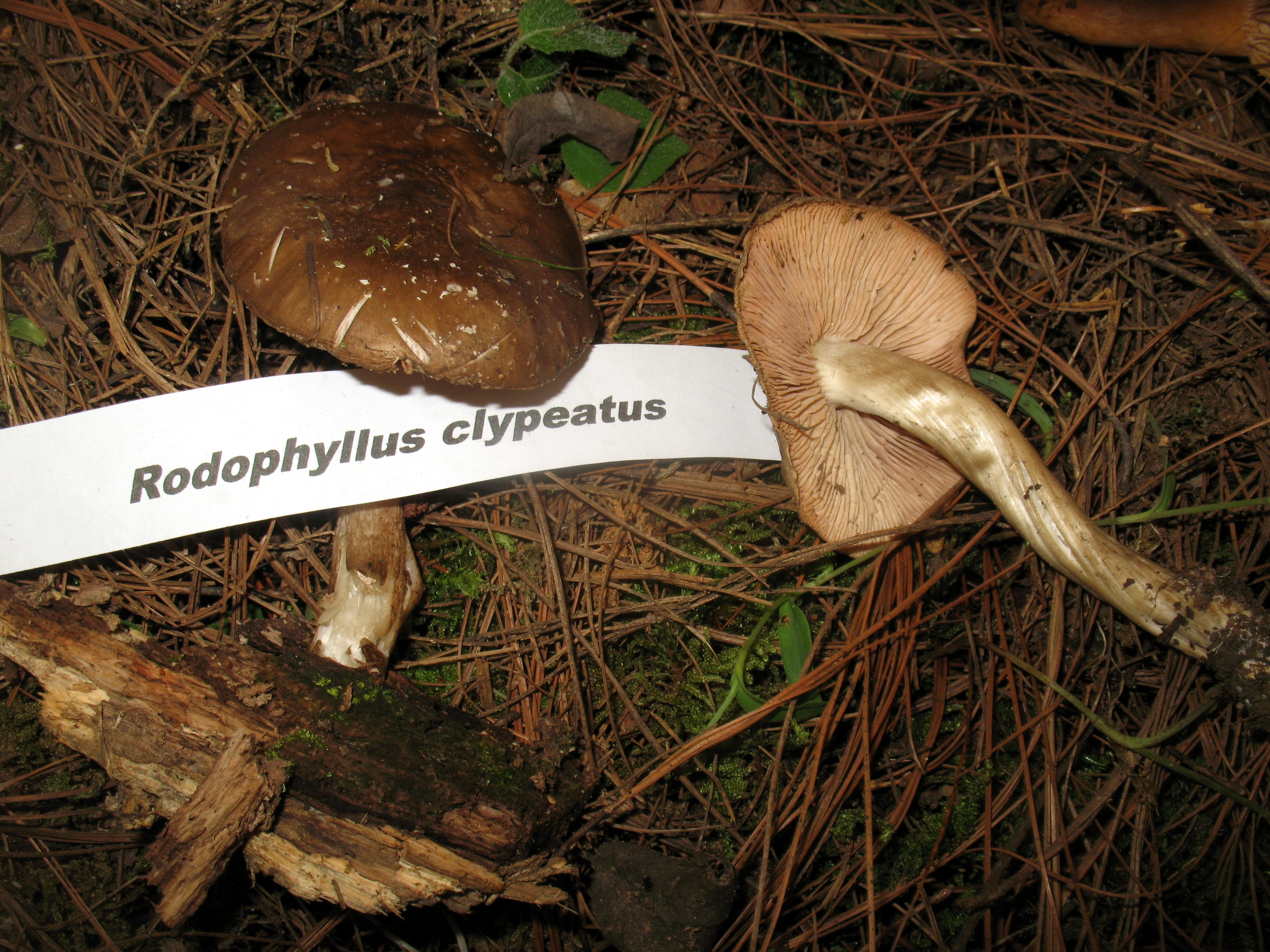
E. clypeatum bătrâni

## Confuzii
Buretele poate fi confundat în primul rând cu gemenul său necomestibil Entoloma prunuloides, fiindcă fibros și insistent în miros, mai departe cu specii comestibile și toxice ale aceluiași gen, cum sunt între altele: Entoloma bloxamii (comestibil), Entoloma excentricum (necomestibil) sau Entoloma hiemale, Entoloma sepium (comestibil, cuticulă mai deschisă, crește sub porumbar), Entoloma sericeum (otrăvitor), Entoloma sinuatum (otrăvitor), dar și cu bureți altor genuri, ca de exemplu Hygrophorus russula (comestibil), Lepista glaucocana (comestibil), Lepista irina (comestibil), Pluteus cervinus (comestibil), Tricholoma pseudoalbum (necomestibil) sau Tricholoma terreum (comestibil),. Foarte periculoasă este confuzia cu specii din genul Inocybe, toate fiind grav toxice până letale, cum ar fi: Inocybe cookei (otrăvitor), Inocybe erubescens sin. Inocybe patouillardi (letal), Inocybe grammata (otrăvitor), Inocybe mixtilis (otrăvitor), Inocybe napipes (otrăvitor, carnea tăiată devine ușor maronie, crește mai târziu), Inocybe pudica (otrăvitor), Inocybe rimosa sin. Inocybe perlata (otrăvitor) Inocybe splendens(foarte otrăvitor) sau Inocybe squamata (foarte otrăvitor).

## Specii asemănătoare

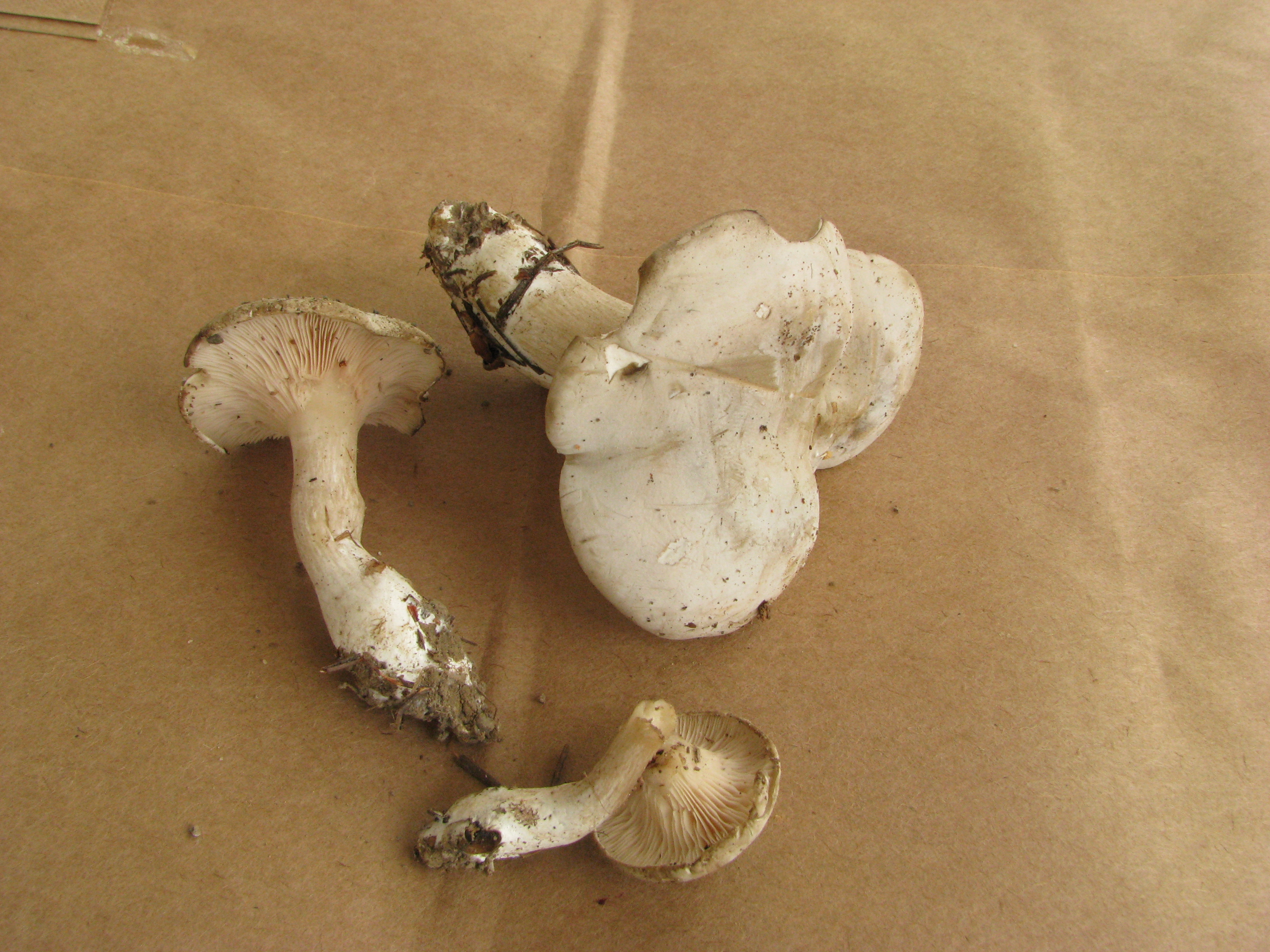
Clitopilus prunulus
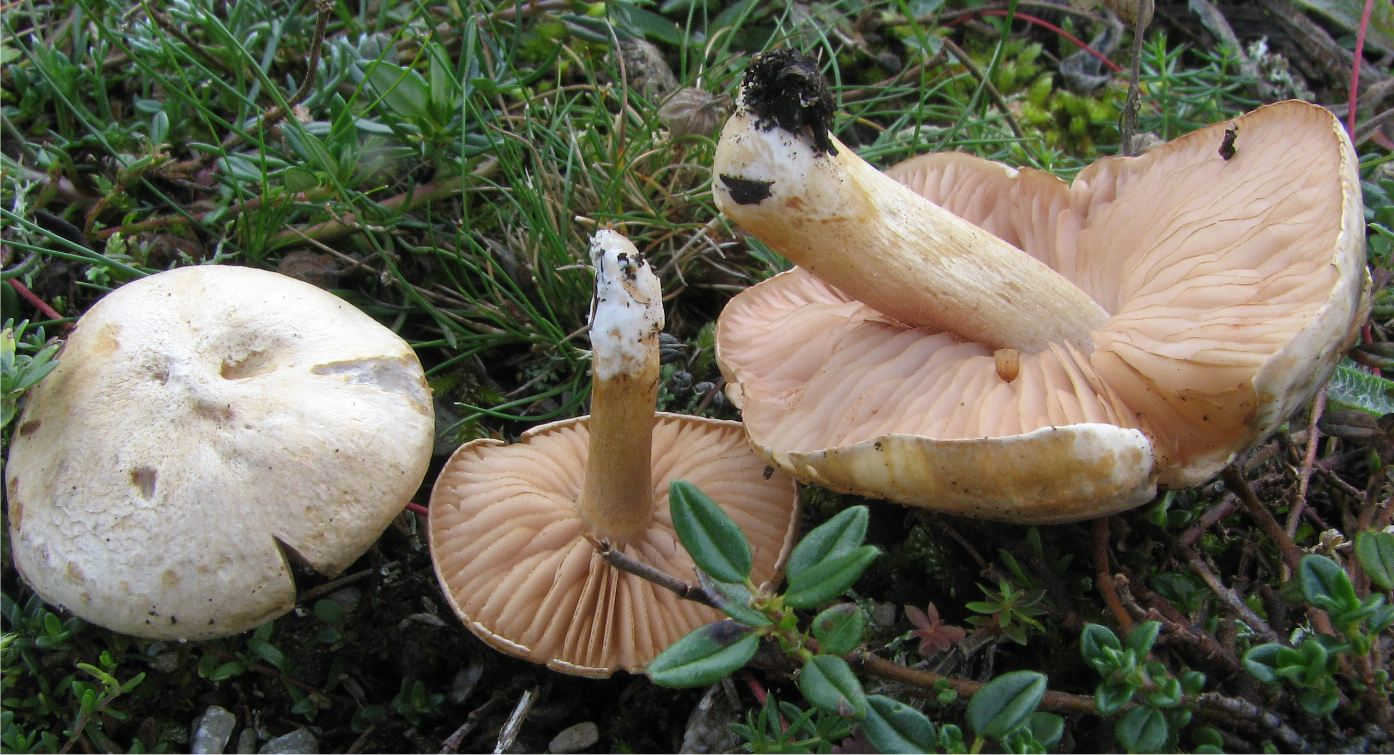
!Entoloma excentricum!
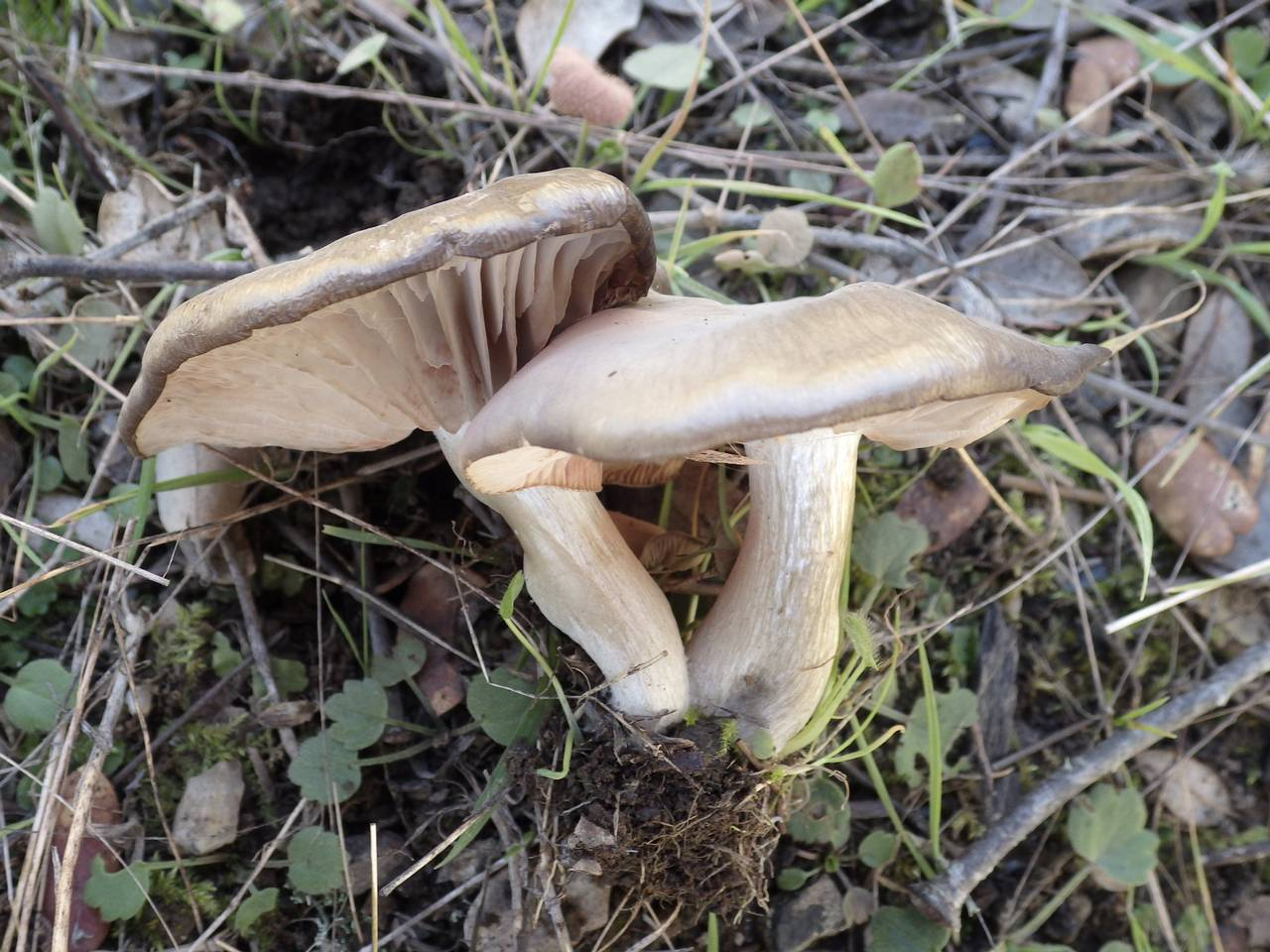
!Entoloma prunuloides!
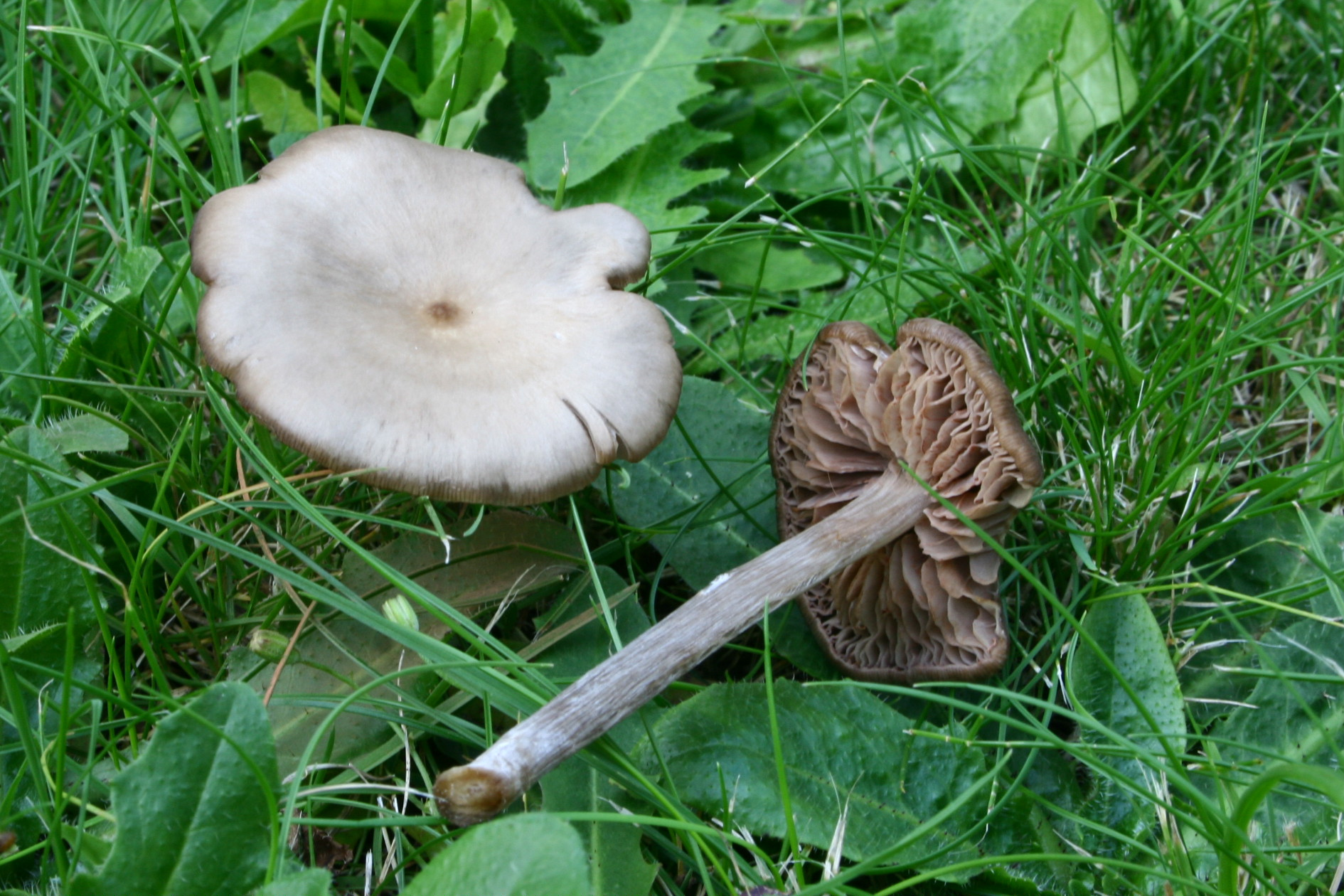
!!Entoloma sericeum!!
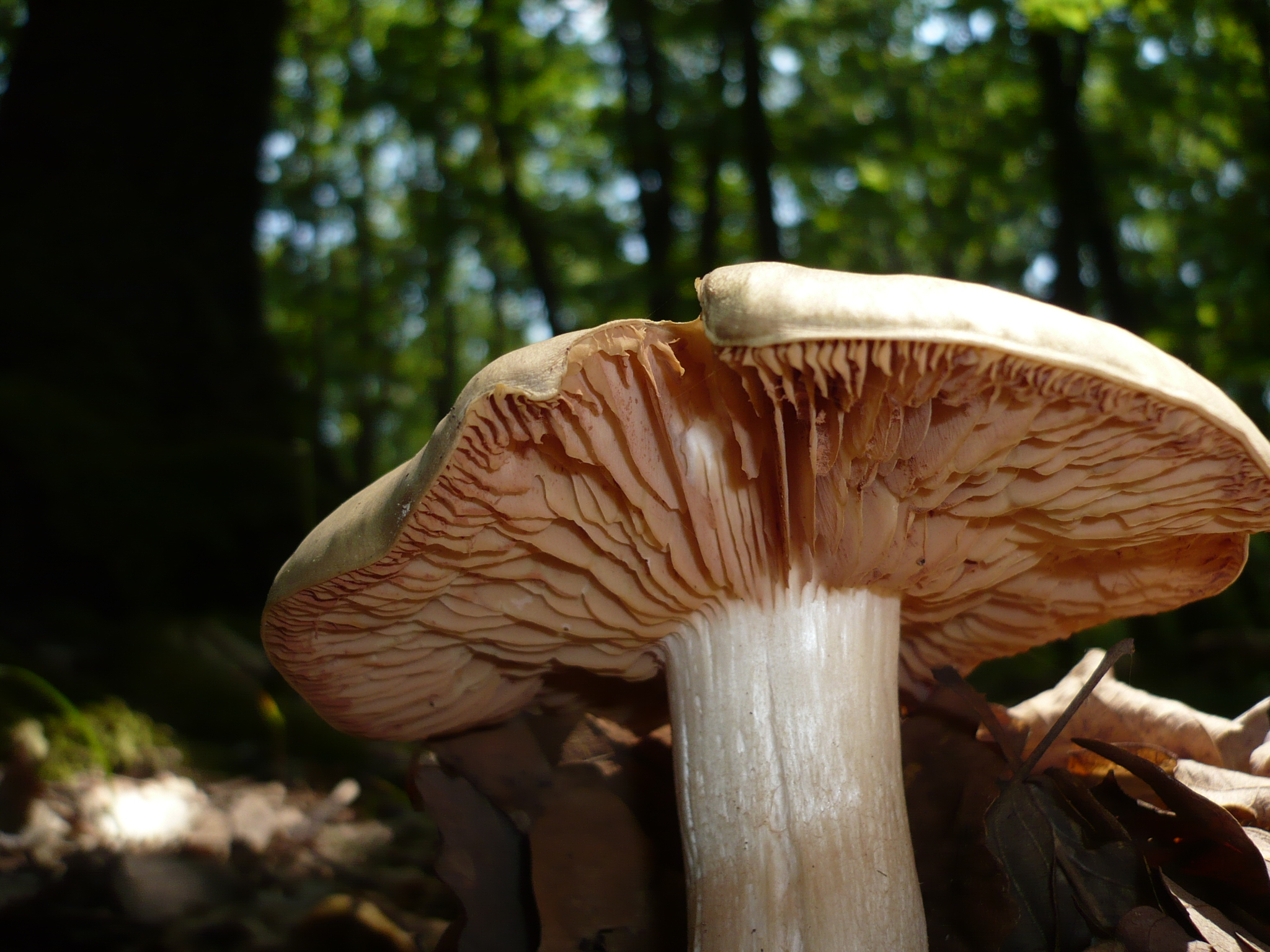
!!Entoloma sinuatum!!
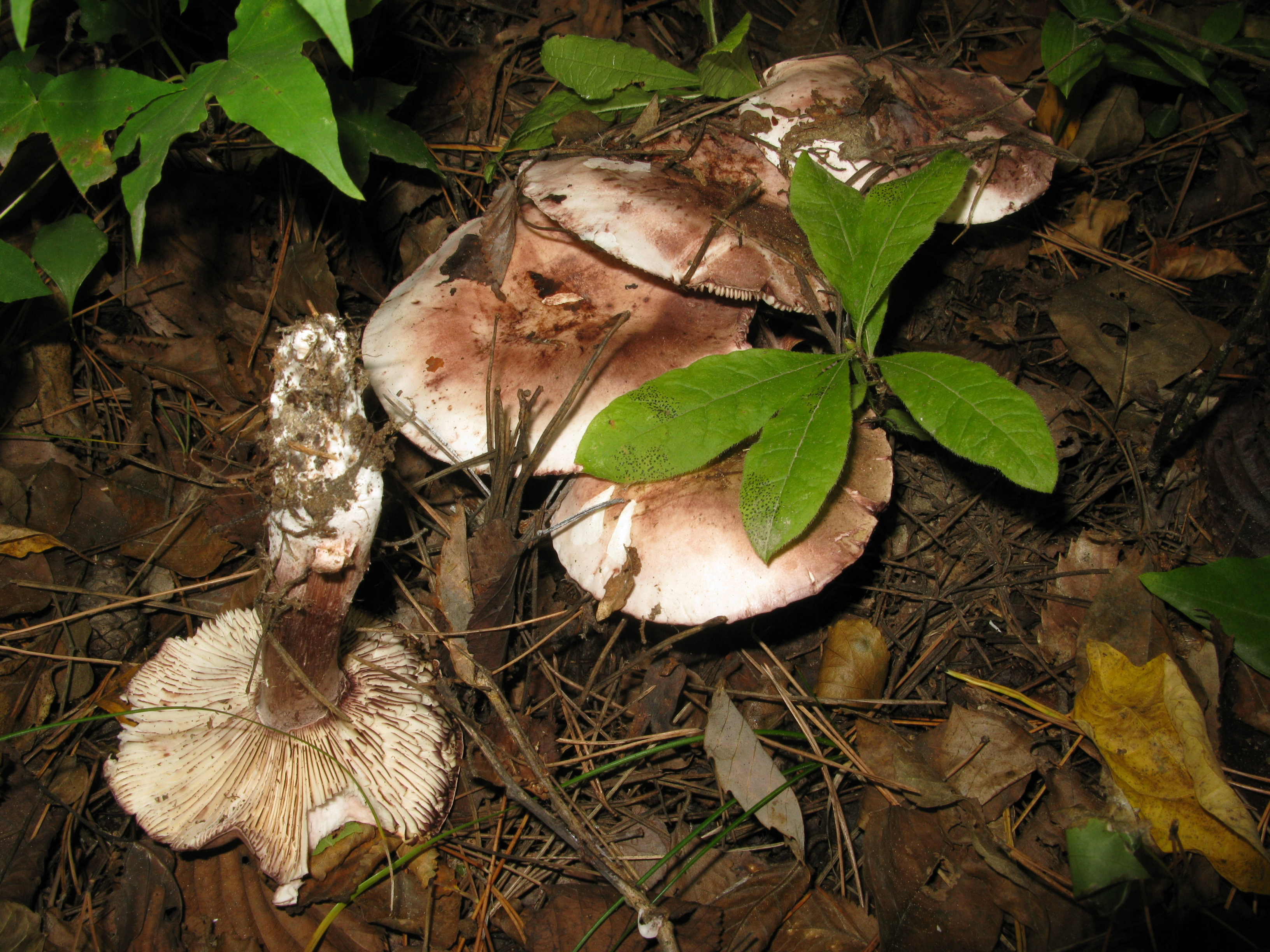
Hygrophorus russula
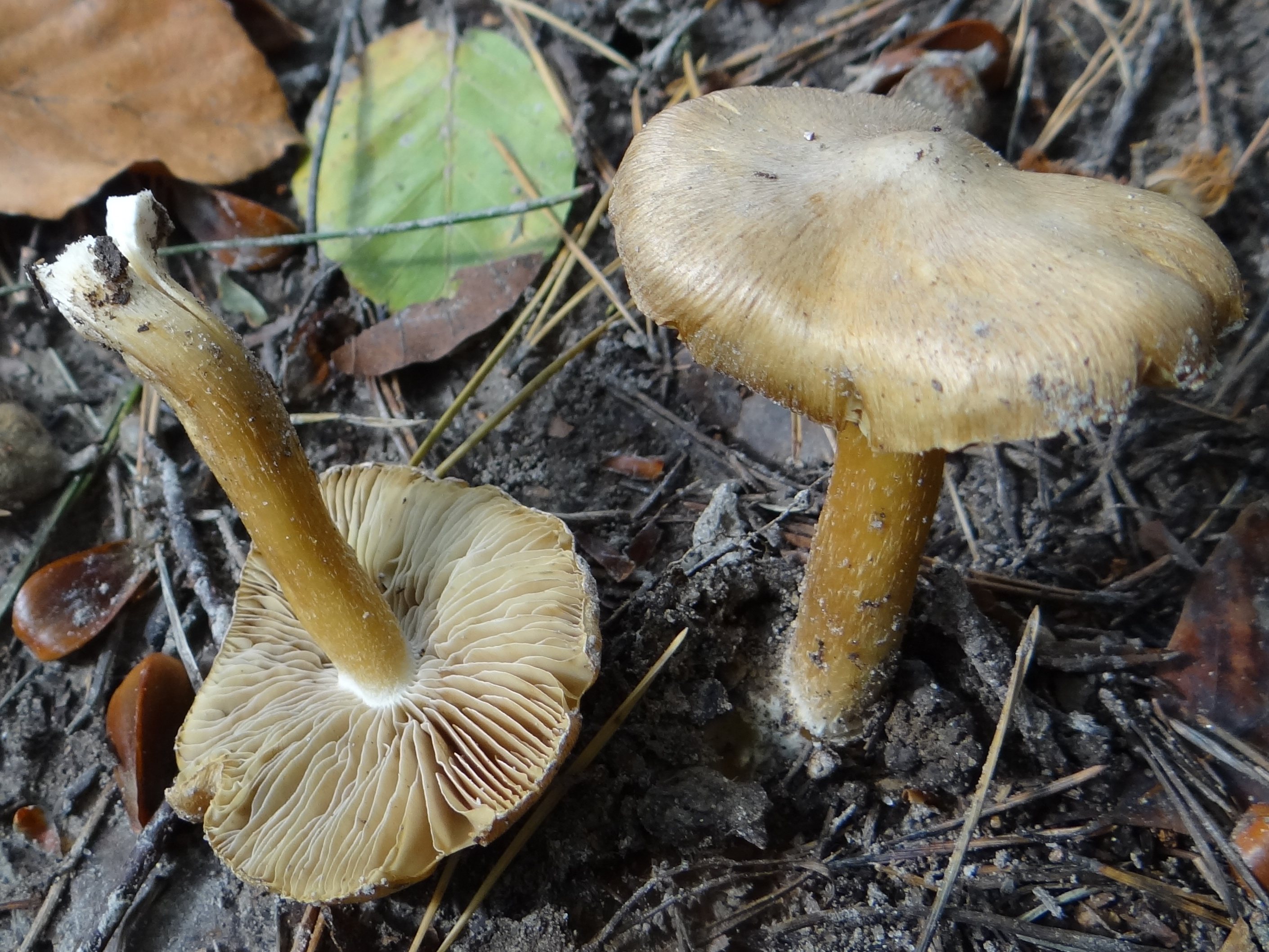
!!Inocybe cookei!!
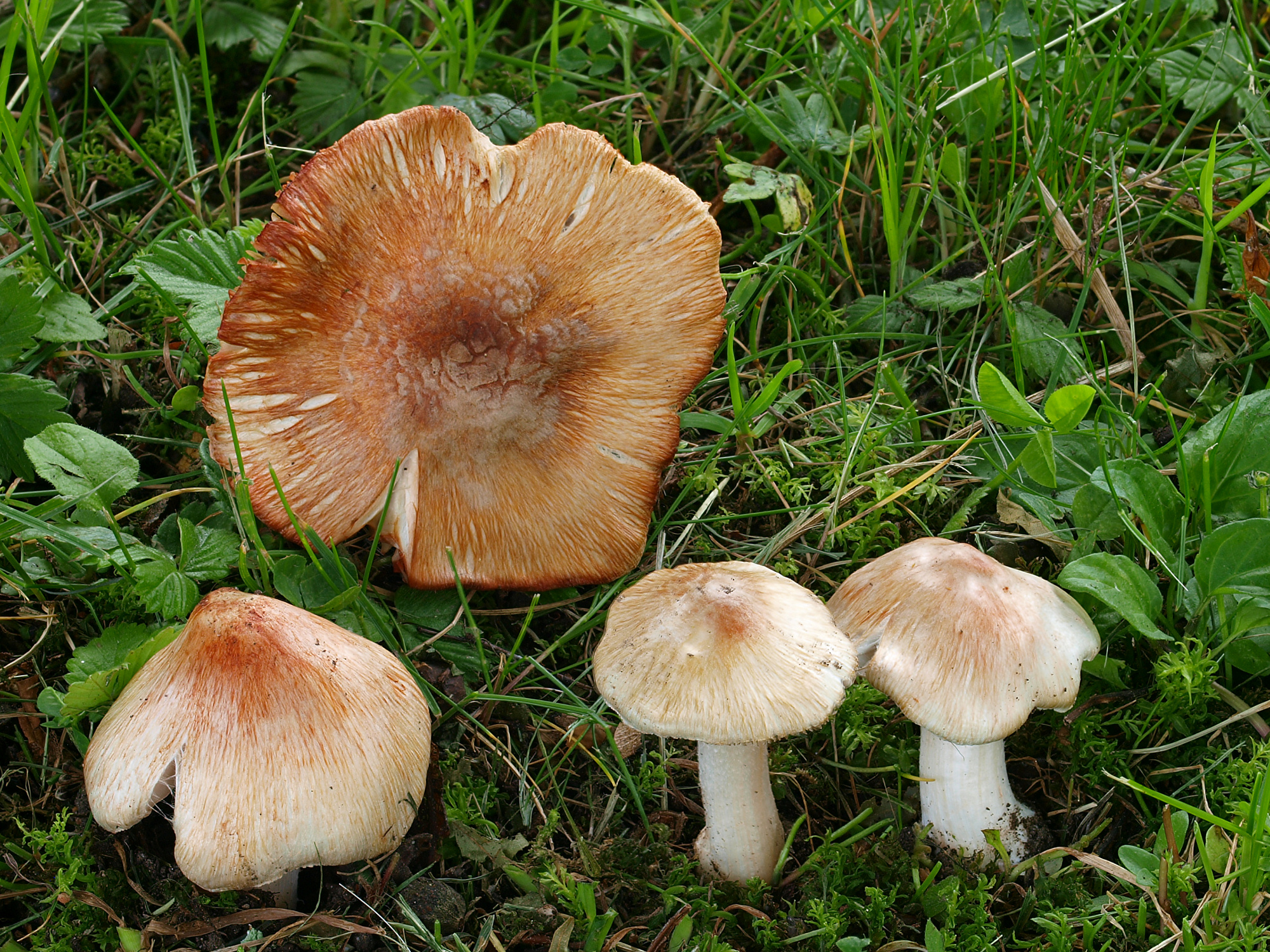
!!!Inocybe erubescens!!!
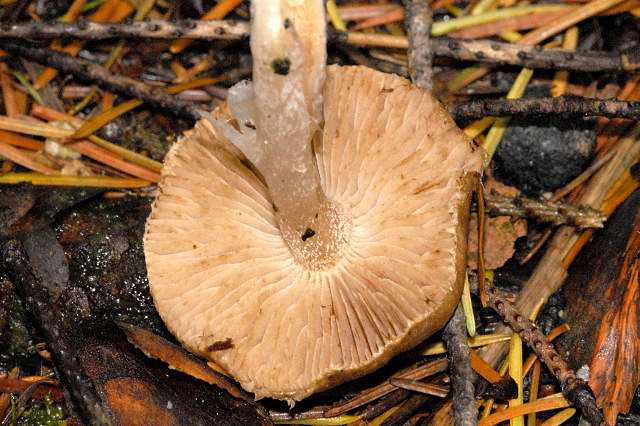
!!Inocybe.grammata!!

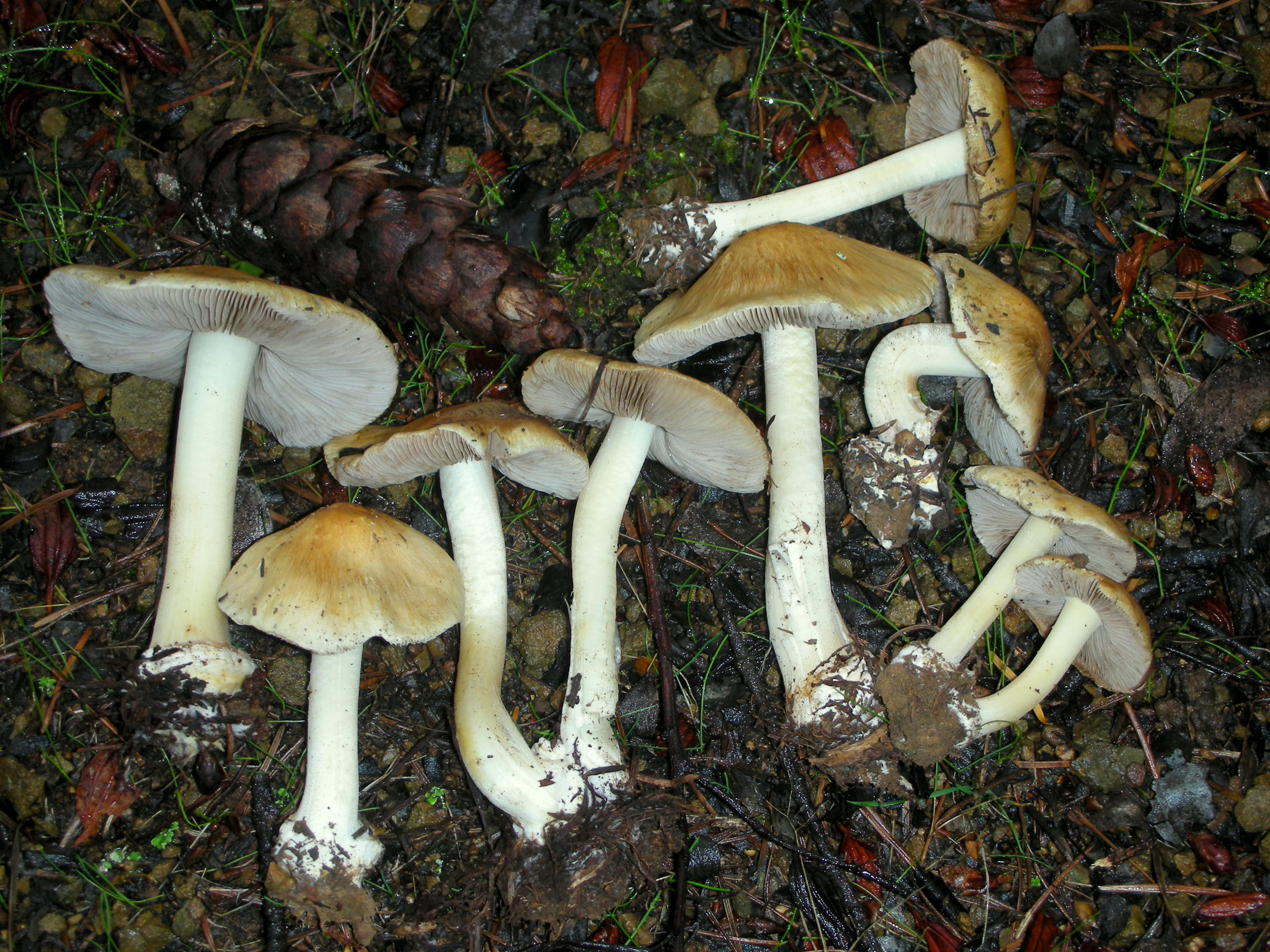
!!Inocybe mixtilis!!
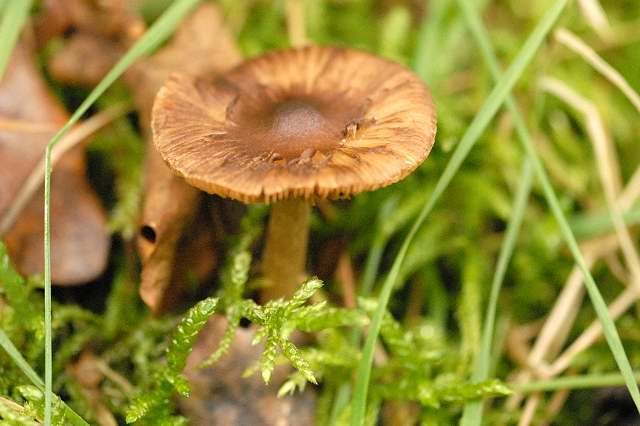
!!Inocybe.napipes!!
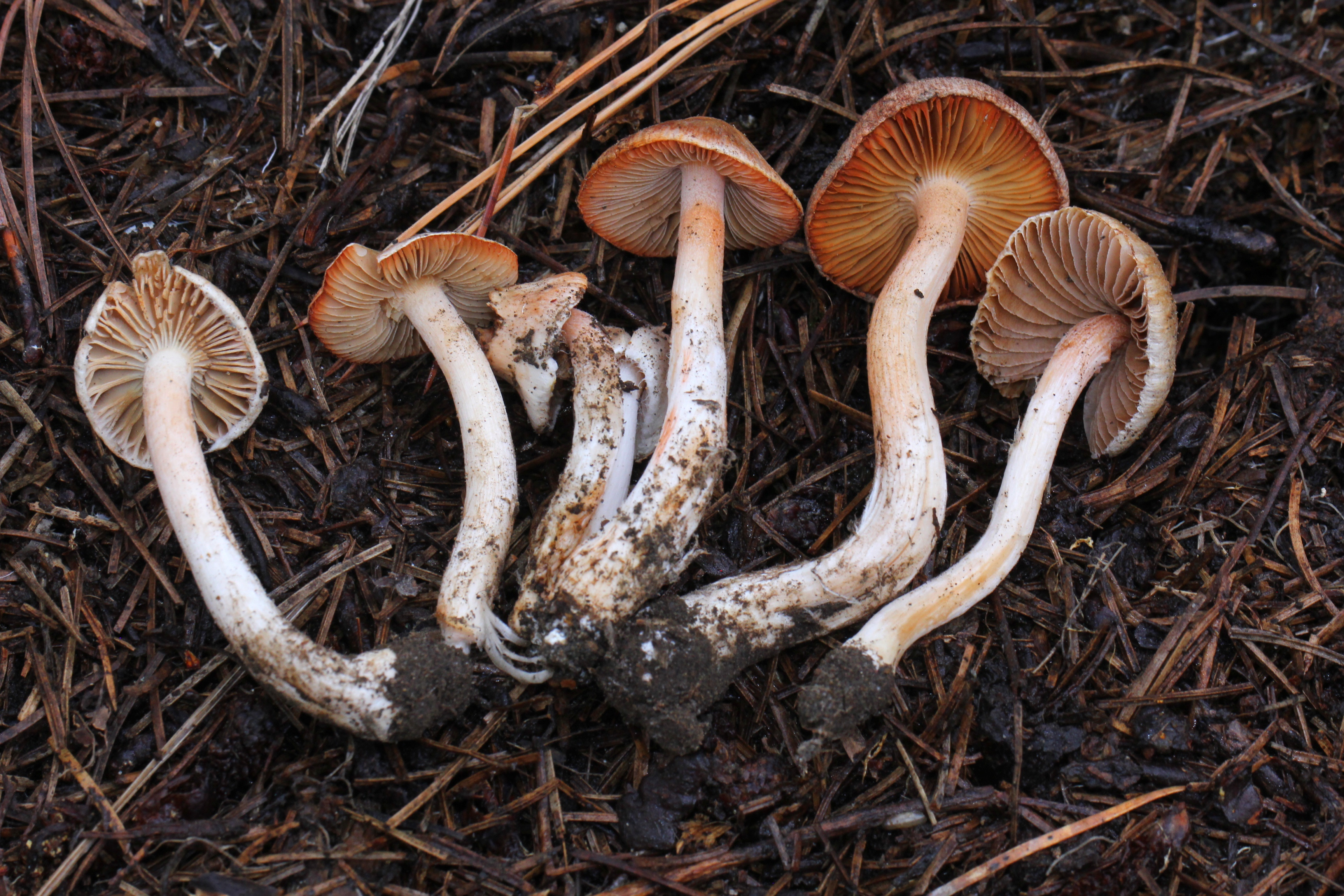
!!Inocybe pudica!!
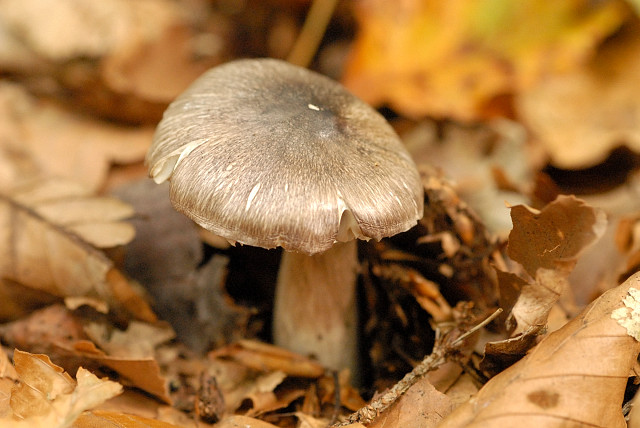
!!Inocybe.splendens!!
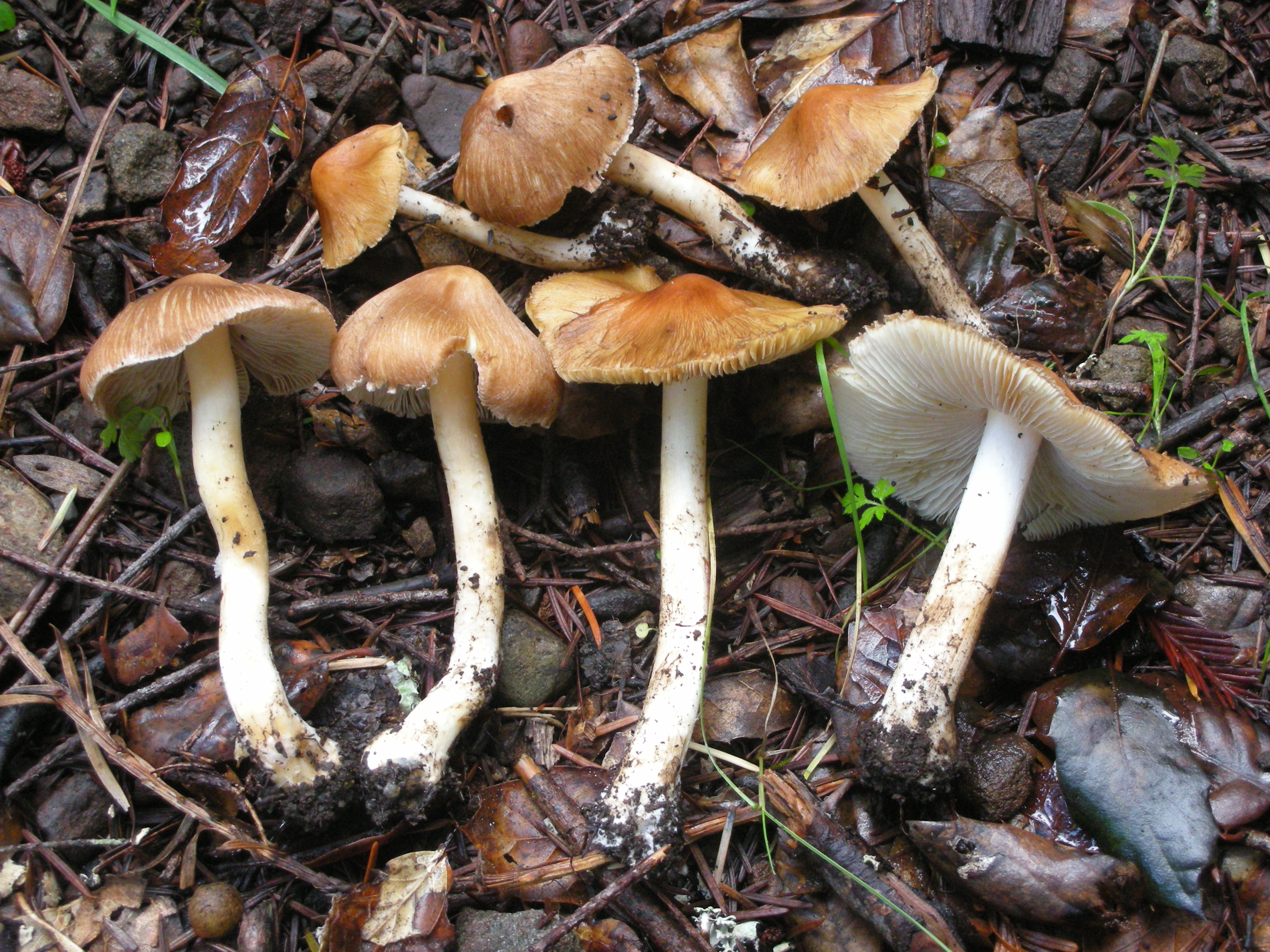
!!!Inocybe rimosa sin. perlata!!!
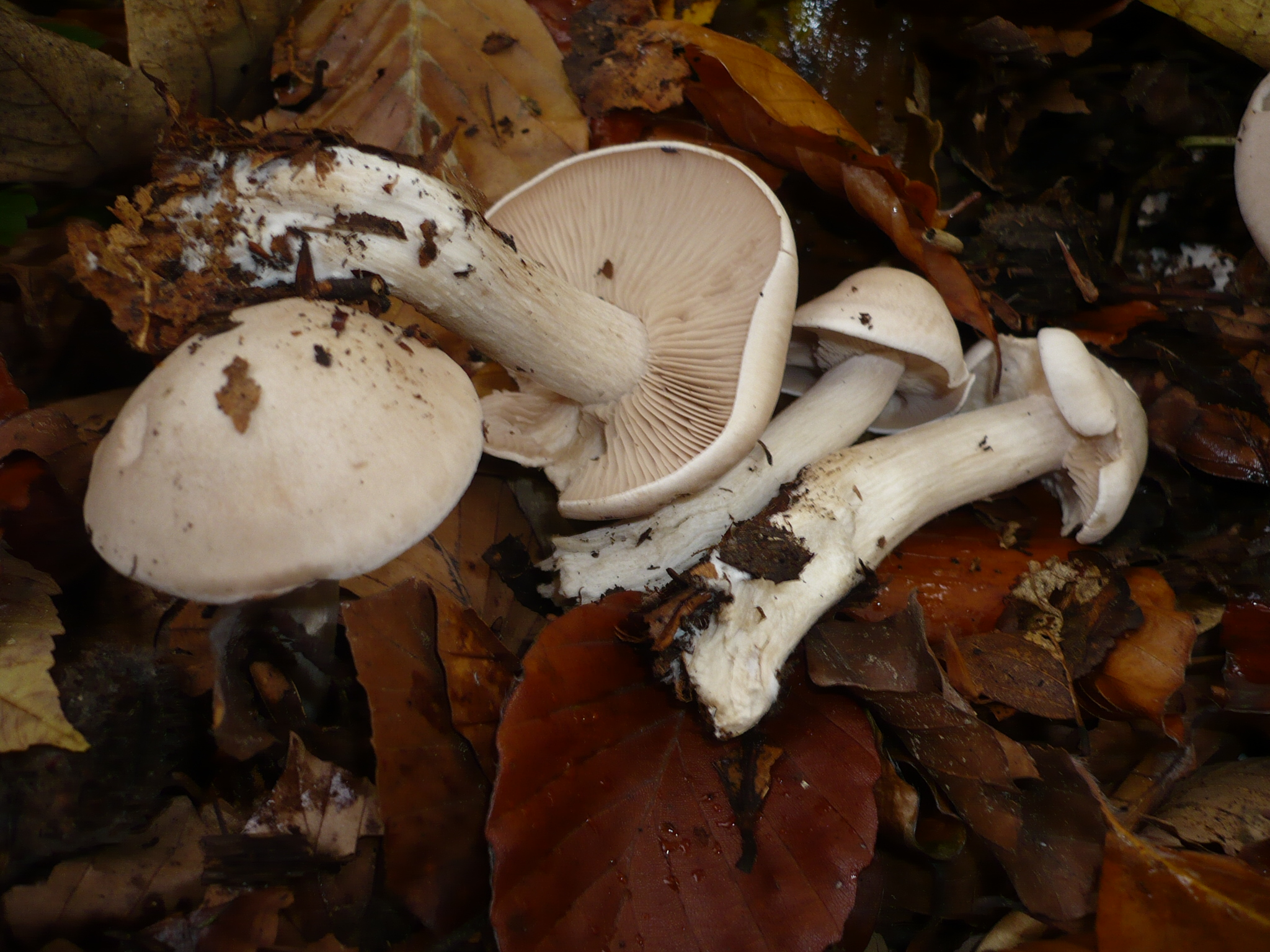
Lepista irina
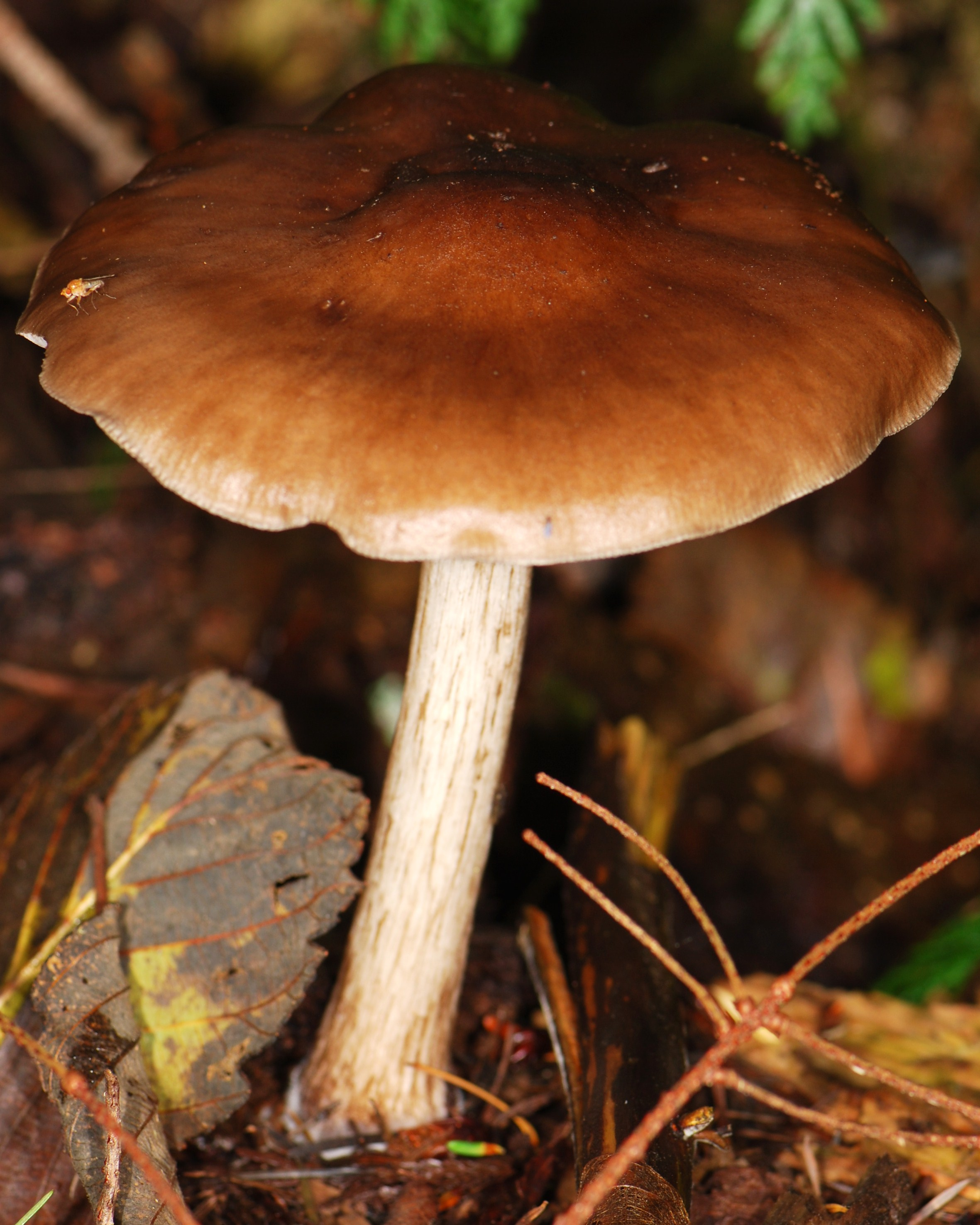
Pluteus cervinus
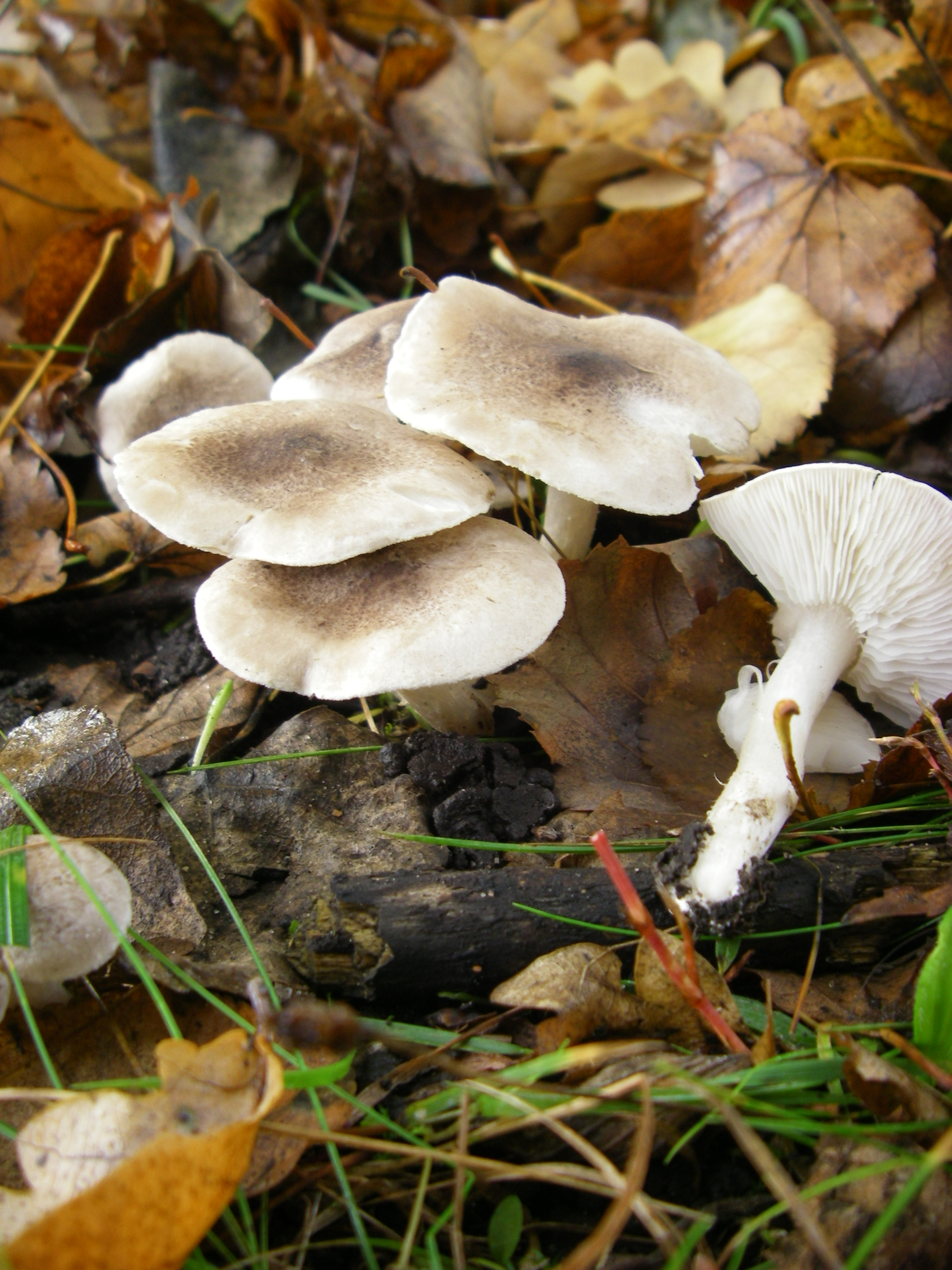
Tricholoma terreum

## Valorificare
Bureții de prun sunt consumați crud otrăvitori, dar gătiți foarte gustoși. Ei pot fi comparați în savoare cu bureții de mai și pregătiți în același fel.
Primejdia de a confunda această ciupercă cu specii extrem de otrăvitoare din genul Inocybe  este destul de mare. Se recomandă renunțarea privind culegerea și ingerarea soiului pentru începători. Specia este numai una pentru specialiști cu cunoștințe confunde.